# Gijs Damen
Gijs Damen (20 juli 1979) is een Nederlands zwemmer die voornamelijk succes heeft op de vrije slag.
Zijn debuut als estafettezwemmer maakte hij tijdens de EK kortebaan 2001 in Antwerpen. Hier werd samen met Johan Kenkhuis, Ewout Holst en Pieter van den Hoogenband een zilveren medaille gewonnen op de 4x50 meter vrije slag. In 2002 en 2003 werd op dezelfde afstand gewonnen en werd zowel de gouden medaille als een Europese titel een feit.
In 2005 behaalde Damen de Nederlandse titel op de 100 meter vrije slag. Ditzelfde realiseerde hij op de 50 meter vrije slag. Hij wist zich echter niet te kwalificeren voor de WK langebaan in Montreal.
Bij de EK kortebaan 2005 reikte hij samen met Johan Kenkhuis, Mitja Zastrow en Mark Veens tot de finale van de 4x50 meter vrije slag. Daarin scherpte het winnende viertal het officieuze (want niet erkende) wereldrecord aan tot 1.25,03.